# Ves Balodis
Ves Balodis, född 24 oktober 1933, död 29 oktober 2020, var en australisk friidrottare. Han deltog vid olympiska sommarspelen 1956.